# Eskragh
Eskragh är en ort i Storbritannien.   Den ligger i riksdelen Nordirland, i den västra delen av landet, 600 km nordväst om huvudstaden London. Eskragh ligger 133 meter över havet och antalet invånare är 815.
Terrängen runt Eskragh är varierad. Runt Eskragh är det ganska glesbefolkat, med 25 invånare per kvadratkilometer. Närmaste större samhälle är Omagh, 15,7 km norr om Eskragh. Trakten runt Eskragh består i huvudsak av gräsmarker.